# Paracas
Paracas, indijanska kultura iz Perua koja se javlja od oko 600. g. pr. Kr. sve do 200. g. n. e. je u dolinama Chincha, Pisco i Ica (južna obala Lime) postala poznata po svojim vrlo kompliciranim pokopima. Pokop je uključivao slojeve nekih od najsloženijih tkanina ikada pronađenih, kao i oslikanu lončariju od koje najraniji dijelovi jasno upućuju na utjecaj Chavín dizajna. 
Tkanina ove kulture je najfinija od svih tkanina koje su stvorile civilizacije Južne Amerike. Nju su koristili za zamatanje mumificiranih tijela i kao žrtve prinošene za pokopa. Prekrasni dizajni nalikuju i na oslikanu lončariju kulture Nazca. Tekstili su izvrsno sačuvani upravo zbog suhe klime područja na kojemu su pronađene.

## Vanjske poveznice
- Paracas